# Zopfiaceae
Zopfiaceae es una familia de hongos en el orden Pleosporales. Los taxones poseen una distribución amplia, y parecen ser saprofitos, que habitan en rizomas y raíces. Algunas especies habitan en ambientes marinos.